# Begraafplaats van Willemeau
De Begraafplaats van Willemeau is een gemeentelijke begraafplaats in het Belgische dorp Willemeau, een deelgemeente van Doornik. De begraafplaats ligt aan de Rue Sainte-Anne op 440 m ten noorden van het dorpscentrum (Église Saint-Géry). Ze heeft een nagenoeg rechthoekig grondplan en wordt omgeven door een bakstenen muur. Het terrein ligt hoger dan het straatniveau waardoor men via een hellend pad de begraafplaats bereikt.

## Brits oorlogsgraf
In de noordwestelijke hoek van de begraafplaats ligt het graf van de Britse kanonnier Paul Hutchinson. Hij maakte deel uit van de Royal Artillery en sneuvelde op 20 mei 1940 tijdens de gevechten tegen het oprukkende Duitse leger. Zijn graf wordt onderhouden door de Commonwealth War Graves Commission waar het geregistreerd staat onder Willemeau Communal Cemetery.